# Huda, Manvi
Huda là một làng thuộc tehsil Manvi, huyện Raichur, bang Karnataka, Ấn Độ.